# Кица (станция)
Кица — железнодорожная станция (тип населенного пункта) в Кольском районе Мурманской области. Входит в сельское поселение Пушной.

## Население
| 2002 | 2010 |
| ---- | ---- |
| 78   | ↘45  |

Численность населения, проживающего на территории населённого пункта, по данным Всероссийской переписи населения 2010 года составляет 45 человек, из них 25 мужчин (55,6 %) и 20 женщин (44,4 %).